# アントワーヌ・アルノー

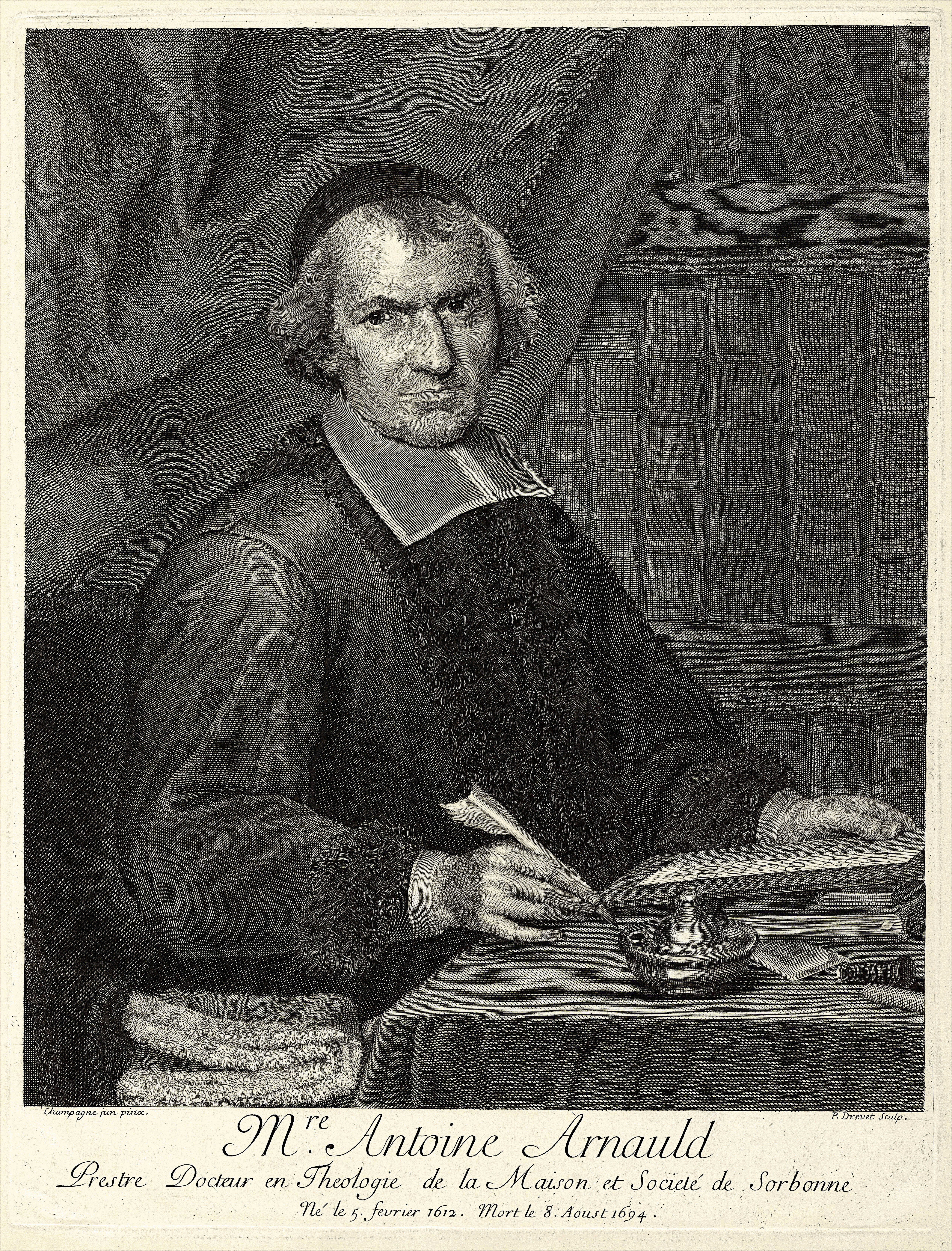
アントワーヌ・アルノー

アントワーヌ・アルノー（Antoine Arnauld、1612年2月6日 - 1694年8月8日）は、フランスの神学者、哲学者、数学者、論理学者、言語学者。ジャンセニズムの中心的人物。同名の父と区別するため、「大アルノー」と呼ばれる。ルイ14世の外務大臣を務めたシモン・アルノー・ド・ポンポンヌは甥に当たる。1694年にベルギーで亡くなったが、遺体は1710年にフランスに移送され、現在はパレゾーに安置されている。

## 生涯
アントワーヌ・アルノーはパリの裁判官の家系に生まれ、ソルボンヌ大学で神学を学んだ。その後、サン・シランの影響によりジャンセニズムに傾倒するようになる。ソルボンヌ時代に執筆したイエズス会批判の代表的著述に『イエズス会士たちの倫理神学』がある。ジャンセニスム弾圧の動きのなかで1656年にソルボンヌを追われ、以後ポール・ロワイヤル修道院で抵抗運動を組織する。この出来事はブレーズ・パスカルによる『プロヴァンシアル』執筆のきっかけとなる。
修道士の教育のために『ポール・ロワイヤル文法』（1660年、ランスロとの共著）、『ポール・ロワイヤル論理学』（1662年、ニコルとの共著）を著述した。1677年にイエズス会やプロテスタントとの論争を再開したが、1679年の庇護者の死を契機にスペイン領ネーデルラントに亡命し、ブリュッセルで客死した。

## 業績

### 同時代の哲学者との論争
アルノーは自己の思想を直接表明した著作はほとんど残さなかったが、その論争書は膨大な量となり、論争相手の思想の明確化に貢献した意義も大きい。
デカルトの『省察』を読んで反論を執筆し（第四駁論）、デカルト自身にも高く評価された。彼はもっともはやくデカルト哲学を受け入れた学者の一人であり、代表的なデカルト主義者とされる。
その生涯にわたる論争のなかでも、マルブランシュとの論争（主に神学と形而上学の関係をめぐる）は特に有名である（1683-85年）。また哲学史上において重要なのは、ライプニッツとの文通である。彼は、後者の形而上学の真価をもっともはやく認めた学者の一人でもある。

### 宗教的活動
ジャンセニスムの理論的指導者として、イエズス会およびカルヴァン派との論争を行った。

### 著述活動
1662年に出版された、ピエール・ニコルとの共著 La logique, ou l'art de penserは、一般には『ポール・ロワイヤル論理学』で有名で、20世紀に至るまで基礎的な教科書として読み継がれた。
1660年に、文法家であるクロード・ランスロ（Claude Lancelot, 1616 - 1695）との共著『一般・理性文法　附 話術の諸基礎 Grammaire générale et raisonnée, les fondements de l’Art de Parler 』（パリのピエール・ル・プチ社から出版）は、一般には『ポール・ロワイヤル文法』で有名である。